# الانحلال الجهازي المعزز بالموجات فوق الصوتية
الانحلال الجهازي المعزز بالموجات فوق الصوتية هو تقنية طبية تستخدم الموجات فوق الصوتية لتعزيز تأثيرات أدوية انحلال الخثرة. لعلاج جلطات الدم التي تسبب السكتات الدماغية، يتم استخدام التصوير بالموجات فوق الصوتية دوبلر عبر الجمجمة. يُعتقد أن التصوير بالموجات فوق الصوتية دوبلر عبر الجمجمة يهدف إلى تدفق الدم الانسدادي المتبقي داخل الجمجمة قد يساعد في كشف الجلطات إلى منشط البلازمينوجين النسيجي أو أدوية أخرى لتخثر الدم.
أظهرت الدراسات أنه يمكن زيادة إعادة الاستعادة الكاملة أو التعافي السريري الدراماتيكي بأكثر من 19% عند استخدام الموجات فوق الصوتية دوبلر عبر الجمجمة.
يستخدم الانحلال الجهازي المعزز بالموجات فوق الصوتية أيضًا في بعض الأحيان في علاج الجلطات لاحتشاء عضلة القلب.

## روابط خارجية
- Ultrasound-Enhanced Systemic Thrombolysis for Acute Ischemic Stroke NEJM
- Ultrasound-Enhanced Systemic Thrombolysis for Acute Ischemic Stroke thedoctorslounge.net
- Ultrasound-enhanced systemic thrombolysis for acute ischaemic stroke druginfozone.nhs.uk